# Simon Kuznets
Simon Kuznets (Pinsk, Imperio ruso (actual Bielorrusia,  30 de abril de 1901) - Cambridge, Massachusetts, Estados Unidos, 8 de julio de 1985) fue un economista ruso. 

## Datos biográficos
Nació en Rusia en 1901, de padres judíos, inició sus estudios universitarios en su país natal, pero en 1922 se mudó a Estados Unidos terminando sus estudios en la Universidad Columbia. Trabajó de profesor en la Warthon School de la Universidad de Pensilvania, en la Universidad Johns Hopkins y en la Universidad Harvard.

## Aportaciones macroeconómicas
En una hipótesis relacionó el crecimiento económico y la distribución del ingreso. Según ésta, el crecimiento basta para reducir la desigualdad, aunque ésta también se asocia a los comienzos del crecimiento, cuando existe la necesidad de realizar grandes inversiones en infraestructura y en bienes de capital. Luego la generación de empleo y el aumento de la productividad conducirían a salarios más elevados y a una mejor distribución del ingreso.

## Relación no directa entre crecimiento de PIB y bienestar social
Kuznets también se interesó por el sistema de contabilidad nacional, de hecho fue el creador del sistema estadounidense unificado de contabilidad nacional. Es notorio que aunque Kuznets había trabajado en la relación entre crecimiento económico y distribución del ingreso, fue siempre muy crítico con la pretensión de medir el bienestar exclusivamente sobre la base del ingreso per cápita. En un discurso ante el congreso estadounidense en 1934 advertía que:

...es muy difícil deducir el bienestar de una nación a partir de su renta nacional (per cápita)...
Simon Kuznets, 1934

Sin embargo consideró que sus advertencias eran ignoradas y que tanto economistas como políticos acostumbraban a equiparar prosperidad y crecimiento del PIB per cápita. Así años más tarde de su declaración ante el congreso amplió sus críticas cuando declaró:

Hay que tener en cuenta las diferencias entre cantidad y calidad del crecimiento, entre sus costes y sus beneficios y entre el plazo corto y el largo. [...] Los objetivos de "más" crecimiento deberían especificar de qué y para qué...
Simon Kuznets, 1962.

## Premio en Ciencias Económicas en memoria de Alfred Nobel
Sus ideas macroeconómicas lo llevaron a ser laureado con el Premio del Banco de Suecia en Ciencias Económicas en memoria de Alfred Nobel en 1971, por sus labores en el estudio del crecimiento económico.